# Thamnophilus palliatus
Thamnophilus palliatus là một loài chim trong họ Thamnophilidae.